# Naturpark Otepää

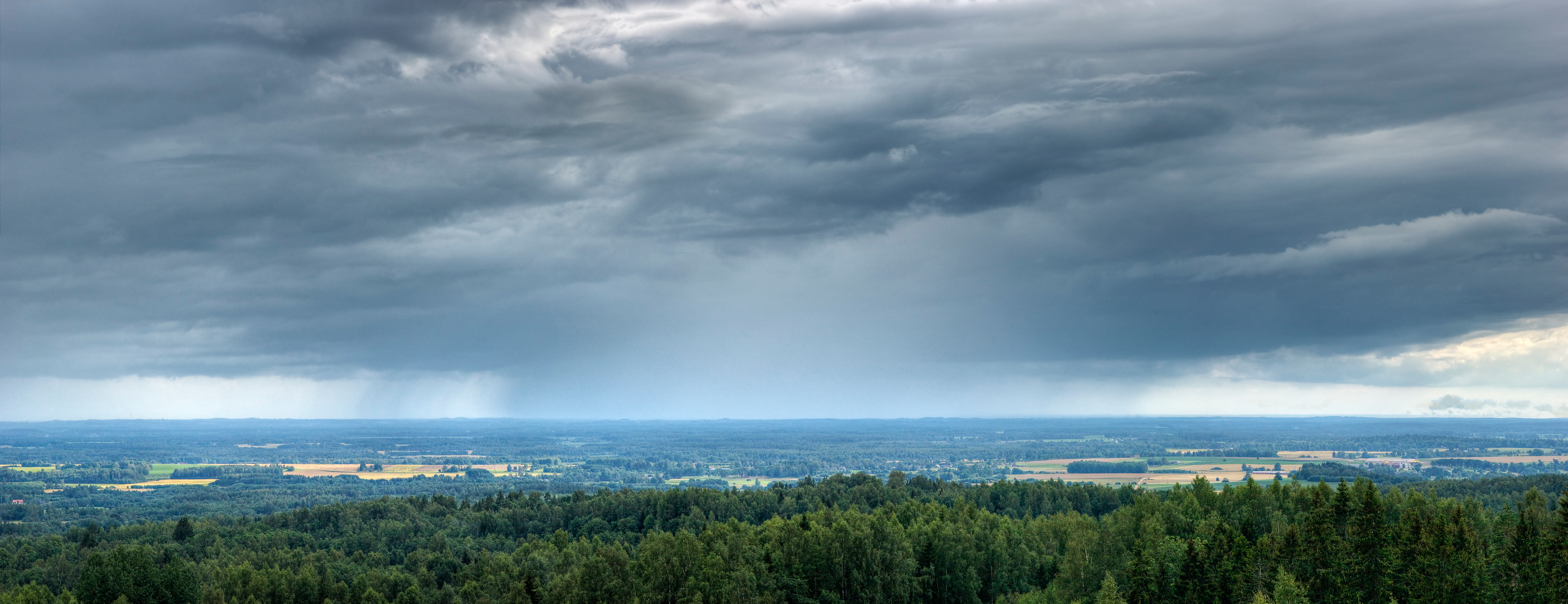

Der Naturpark Otepää (estnisch: Otepää looduspark) befindet sich in den Kreisen Valga und Tartu im Süden Estlands. Er wurde 1957 ins Leben gerufen. Symboltier des Schutzgebiets ist der Schreiadler.
Der Naturpark umfasst ein Gebiet von ca. 222 km². Er befindet sich im mittleren Teil des Höhenzugs Otepää und liegt auf dem Gebiet der Landgemeinden Otepää und Elva.
Der Naturpark Otepää ist das größte Landschaftsschutzgebiet Estlands. Mehr als die Hälfte seiner Fläche sind von Wäldern und Seen bedeckt. Größter und wichtigster See ist der Pühajärv („Heiliger See“) mit einer Fläche von 286 ha.
Den Naturpark durchziehen zahlreiche, gut ausgeschilderte Wanderpfade. Der Naturpark ist außerdem bei Radfahrern und Kanutouristen beliebt.